# Kernkraftwerk Monticello
Das Kernkraftwerk Monticello (englisch Monticello Nuclear Generating Plant) liegt bei Monticello, Minnesota in den Vereinigten Staaten, 40 Kilometer nordwestlich der Twin Cities.
Das Kernkraftwerk ist im Besitz der Xcel Energy Inc. bzw. deren Tochtergesellschaft Northern States Power Company Minnesota. Es ist neben dem Kernkraftwerk Prairie Island das zweite Kernkraftwerk im US-Bundesstaat Minnesota.

## Reaktor
Beim Reaktor im Kernkraftwerk Monticello handelt es sich um einen General Electric-Siedewasserreaktor vom SWR-3-Design mit einer elektrischen Bruttoleistung von 600 MW und einer elektrischen Nettoleistung von 572 MW zum Errichtungszeitpunkt. Der Reaktor hat ein Containment vom Typ Mark I.
Der Hauptauftragnehmer war die Bechtel Corporation. Monticello ist eine schlüsselfertige Anlage, die 1970 erstmals kritisch wurde und 1971 in den kommerziellen Betrieb ging.
Das Kraftwerk besitzt zweireihige Zellenkühler.
2010 produzierte der Reaktor 4.695 Gigawattstunden Strom. Der Jahresnutzungsgrad lag damit bei 93,7 %.
Das Kraftwerksgelände liegt auf der Grenze zwischen den Countys Sherburne und Wright und ist 850 Hektar groß. Das Kühlwasser wird aus dem Mississippi River entnommen.
Der Betreiber plante eine Leistungserhöhung der Anlage von 585 auf 656 Megawatt. Die erste Phase sollte 2009 vollendet werden und die zweite Phase bis 2011 erledigt sein. Die Preisschätzungen von Xcel für den Ausbau lagen bei 100 bis 135 Millionen Dollar, die tatsächlichen Kosten überschritten jedoch die ersten Kostenschätzungen um mehr als 400 Millionen Dollar. Bei einem Stillstand der Anlage zur Befüllung mit neuem Kernbrennstoff im März 2013 wurde die Leistung auf 671 Megawatt erhöht. Die Minnesota Public Utilities Commission entschied jedoch im Jahr 2015 gegen eine volle Kostendeckung der Umbaukosten, weshalb Xcel Energy im 1. Quartal 2015 einen Verlust von mehr als 100 Millionen Dollar auswies.

## Geschichte
Am 19. Juni 1967 wurde mit dem Bau des Kraftwerks begonnen. Am 5. März 1971 wurde der Reaktor erstmals mit dem Stromnetz synchronisiert und ging am 30. Juni 1971 in den kommerziellen Leistungsbetrieb.
Ab dem Jahr 2000 wurde das Kraftwerk von der Nuclear Management Company (NMC) betrieben, einem Gemeinschaftsunternehmen eines Vorgängers von Xcel Energy mit anderen Gesellschaftern. Mit deren Ausstieg wurde der Betrieb im Jahr 2007 direkt zu Xcel Energy übertragen.
Die Nuclear Regulatory Commission (NRC) erneuerte die Betriebserlaubnis des Kraftwerks für weitere 20 Jahre. Am 16. März 2005 wurde die Lizenzverlängerung erteilt. Nun gilt die Lizenz bis zum 8. September 2030. Es gab keine Auswirkungen auf die Umwelt, die gegen eine Lizenzerneuerung sprechen würden. Der Betreiber hatte gezeigt, dass er fähig ist, gegen die Alterung der Anlage wirksam vorzugehen. Die ursprüngliche Betriebslizenz wäre am 8. September 2010 abgelaufen.
Im Mai 2019 kündigte der Betreiber an, eine Verlängerung der Betriebslizenz um mindestens eine Dekade (d. h. bis 2040) als Ausgleich für eine frühere Schließung von zwei Kohlekraftwerken zu beantragen.

## Zwischenfälle
Am 19. November 1971 lief ein Wasserspeicher über. Es gelangten 190 m3 radioaktiv kontaminiertes Wasser in den Mississippi. Radioaktive Substanzen dringen auch in das flussabwärts gelegene Wassersystem von St. Paul ein.
Am 17. Januar 2007 wurde der Reaktor auf unbestimmte Zeit heruntergefahren. Es fand eine Störung in einem Teil der Anlage statt, wo die Rohre für überhitzten Dampf zu einer Turbine führen. Der Dampfdruck der Turbine fiel aufgrund eines Problems mit einer Schweißnaht. Beamte des Unternehmens untersuchten die Ursache. Offenbar wurde während des Baus in den frühen 1970er-Jahren unsachgemäß geschweißt. Aber auch Materialermüdung, die durch Vibrationen ausgelöst wurde, spielte eine Rolle. Vier weitere Kernkraftwerke im nordöstlichen Teil des Landes mit ähnlichen Mustern und Modellen wurden geprüft, ob das gleiche Problem vorhanden war. Xcel versicherte, dass dieser Zwischenfall keine Auswirkungen auf die Stromversorgung und den Strompreis ihrer Kunden habe.
Am 11. September 2008 um 10:47 Uhr wurde die Anlage wegen Problemen am Leistungsschalter automatisch vorübergehend heruntergefahren. Es gab keine Verletzungen, es wurde keine Radioaktivität freigesetzt und es gab keine Energieversorgungsprobleme.
Im März 2023 wurde bekannt, dass durch Überwachungsbrunnen im November 2022 ein Tritiumleck erkannt wurde, mittlerweile wurde ein korrodiertes Rohr zwischen zwei Gebäuden als Verursacher identifiziert und entsprechende Maßnahmen eingeleitet. Nachdem ein Reparaturversuch scheiterte und dabei nochmal radioaktiv verseuchtes Wasser in die Umwelt entwich, musste das Kraftwerk am 24. März 2023 heruntergefahren werden.

## Daten der Reaktorblöcke
Das Kernkraftwerk Monticello hat einen Block:
| Reaktorblock | Reaktortyp         | Netto- leistung | Brutto- leistung | Baubeginn  | Netzsyn- chronisation | Kommer- zieller Betrieb | Abschal- tung  |
| ------------ | ------------------ | --------------- | ---------------- | ---------- | --------------------- | ----------------------- | -------------- |
| Monticello   | Siedewasserreaktor | 572 MW          | 600 MW           | 19.06.1967 | 05.03.1971            | 30.06.1971              | (2030 geplant) |